# Sidney Green
Sidney Green (New York, 4 gennaio 1961) è un ex cestista e allenatore di pallacanestro statunitense, professionista nella NBA.
È il padre di Taurean Green.

## Carriera
È stato selezionato dai Chicago Bulls al primo giro del Draft NBA 1983 (5ª scelta assoluta).

## Palmarès

### Giocatore
- McDonald's All-American Game (1979)